# José Antonio Carretero Pérez
José Antonio Carretero Pérez (Madrilejos, el 11 de agosto de 1967), más conocido como Carretero, es un matador y banderillero de toros español que está inscrito dentro del Registro de Profesionales Taurinos, dependiente del Ministerio de Cultura, con el número 117
Como matador de toros tomó y confirmó su alternativa en la Plaza de toros de Madrid el 22 de mayo de 1986, junto a El Niño de la Capea y José Ortega Cano con una corrida de la ganadería de Baltasar Ibán. Desde su cambio en el escalafón, como banderillero, ha acompañando en sus cuadrillas a toreros como Joselito, El Juli, Cayetano o Morante de la Puebla.

## Biografía
José Antonio Carretero estuvo vinculado al mundo del toro desde su infancia cuando, con 14 años, ingresa como alumno en la Escuela de Tauromaquia Marcial Lalanda de Madrid. A partir de este momento inicia su trayectoria taurina como novillero hasta terminar por convertirse en matador de toros. Una época en la que también participaron novilleros como Luis Miguel Villalpando, Fermín Vioque, Curro Trillo, Carlos Collado El Niño de la Taurina o Carlos Briceño, entre otros.

## Trayectoria profesional

### Novillero
Tras haber estando actuando como novillero sin picadores en la Escuela taurina de Madrid, José Antonio Carretero empieza a formar parte del escalafón menor durante la temporada de 1982, participando en distintos festejos de las comunidades de Madrid y de Castilla-La Mancha; siendo una de las primeras la novillada que lidia en Madridejos, su localidad natal, el 15 de mayo de 1982, acartelándose junto a Carlos Ávila y lidiando un encierro de Robles Hermanos.
El 12 de julio de 1984 Carretero tenía la oportunidad de presentarse en la Plaza de toros de Madrid. En este debut en Las Ventas, el torero toledano se anunció con una corrida de Pablo Mayoral junto a José Andrés González y Rafael Valencia. A raíz del éxito de su comparecencia volvió a participar en las novilladas promocionales del 9 y 23 de agosto.

#### Debut con picadores
La presentación con picadores de José Antonio Carretero llegó el 4 de agosto de 1984 en la localidad madrileña de San Martín de Valdeiglesias. En esta ocasión, el torero toledano estoqueó una novillada de Pilar Pallarés y Juan Pedro Domecq, anunciándose en el cartel junto a Lucio Sandín y Juan Rivera. Los éxitos alcanzados en la temporada de 1984, le sirvieron para consolidar su presencia en los distintos festejos menores al año siguiente. De esta manera, en 1985 conseguía acartelarse hasta en 51 ocasiones, quedando en el segundo puesto del escalafón de esa temporada. Entre los festejos lidiados ese año destaca la novillada del 5 de mayo, donde se presentó como novillero con picadores en Las Ventas, con un encierro de José Infante de la Cámara y con compañeros de terna, André Viard y Ángel Luis Prados El Fundi.

### Matador de toros

#### Alternativa
La trayectoria ascendente de Carretero en los años anteriores determinó su acceso al escalafón mayor, tomando la alternativa como matador de toros el 22 de mayo de 1986 en Las Ventas. En medio de la Feria de San Isidro, el torero toledano se doctoraba de manos de Pedro Gutiérrez El Niño de la Capea, como padrino, y José Ortega Cano como testigo. Para su alternativa y confirmación, José Antonio Carretero lidió al toro Peluquero, 32, de 510 kilos, de pelo castaño y del hierro de Batasar Ibán.
La temporada de 1987 resulta igualmente fructífera para Carretero que termina saldándola con 21 festejos lidiados en plazas de toros españolas y otros tres en los ruedos de Francia; además de los compromisos que firmará para América donde toreará en plazas como Quito (Perú) o San Cristóbal (Venezuela). En 1990 sufriría una de su cogidas más importantes al salir de un par de banderillas en la Plaza de toros de Madrid ante un toro carifosco del hierro de Félix Hernández.

#### Retirada
Tras su retirada como matador de toros, José Antonio Carretero ha comparecido como torero en distintos festivales benéficos. Entre ellos destacó su triunfo en la Plaza de toros de Valencia, en festejo en el que actuaron como diestros los banderilleros Manuel Rodríguez El Mangui, Vicente Yesteras, Luciano Núñez o Mariano de la Viña. En 2018, lidió un utrero de la ganadería de Daniel Ruiz en la Plaza de toros de Illescas en un festival a beneficio de los damnificados por las riadas de Cebolla.

### Banderillero de toros
Tras el percance sufrido en 2019, Carretero se vio obligado a cortar su temporada como banderillero. Sin embargo, al fin de ese año manifestó su intención de volver nuevamente a los ruedos.

### Apoderado
En 2011, Carretero incurrió también en el ámbito del apoderamiento al coger las riendas de la carrera profesional del matador de toros albaceteño Sergio Serrano.

## Percances
A lo largo de su trayectoria profesional, José Antonio Carretero ha sufrido distintos percances en los ruedos. Entre los más graves están las cornadas múltiples que sufrió en Las Ventas el 5 de agosto de 1990, con un toro de Félix Hernández. La intervención, realizada por el doctor García Padrós en la enfermería de la plaza de toros, se atendió a una cornada "en región suprapúbica izquierda, penetrante en cavidad abdominal", "otra en región escrotal, con evisceración del testículo" y "heridas contusas en labio superior". En 1986, en la Plaza de toros de Orthez, ya había sufrido, también, una cornada en el mismo lugar.
En 2019, fue intervenido de una operación en "artrodesis circunferencial instrumentada de L3 a S1" que terminaron por motivar la retirada del torero toledano.

## Premios
- 2001: Premio al Mejor par de banderillas, otorgado por la Peña taurina del Carmen de Zaragoza, por su actuación en la Feria del Pilar de 2001.[14]
- 2015: Trofeo Blanquet al mejor banderillero en la mejor brega, otorgado por la Diputación de Valencia, tras su actuación en la Feria de Fallas de 2015.[15]
- 2015: Premio Castillo del Temple, otorgado por la Peña Taurina de Sabiote, como banderillero triunfador de la temporada 2015. [16]
- 2017: Premio Boto de plata, otorgado por el Ayuntamiento de Valverde del Camino (Huelva), por su actuación en la feria de 2017 de esta localidad.[17]
- 2018: Premio al Banderillero más completo, otorgado por Asociación Taurina Cultural de Valdemorillo, por su actuación en la feria de esta localidad.[18]